# Chấn thương ngực
Chấn thương ngực, còn được gọi là sang chấn ngực, là chấn thương vật lý ở vùng ngực, tính cả vùng xương sườn, tim và phổi. Chấn thương ngực chiếm 25% tổng số ca tử vong do chấn thương. Thông thường chấn thương ngực gây ra bởi các chấn động va đập (va chạm xe cơ giới) hoặc do bị các vết đâm cắt.

## Chẩn đoán
Hầu hết các chấn thương cùn được quản lý với các can thiệp tương đối đơn giản như đặt nội khí quản và thở máy và đặt ống lồng ngực. Chẩn đoán chấn thương cùn có thể khó khăn hơn và cần điều tra bổ sung như quét CT. Chấn thương thâm nhập thường cần phẫu thuật, và điều tra phức tạp thường không cần thiết để đưa ra chẩn đoán. Bệnh nhân bị chấn thương xuyên thấu tiên lượng có thể xấu đi nhanh chóng, nhưng cũng có thể phục hồi nhanh hơn nhiều so với bệnh nhân bị chấn thương cùn.